# Troussures
Troussures är en kommun i departementet Oise i regionen Hauts-de-France i norra Frankrike. Kommunen ligger i kantonen Auneuil som tillhör arrondissementet Beauvais. År 2018 hade Troussures 185 invånare.

## Befolkningsutveckling
Antalet invånare i kommunen Troussures
| Referens: INSEE |